# Télé Vision
 (octobre 2014).
Télé Vision était une émission de télévision française diffusée sur TF1, dont les sujets étaient consacrés à la télévision.